# Vicky Wright
Vicky Wright (født 15. august 1993) er en britisk curlingspiller.
Hun repræsenterede Storbritannien under vinter-OL 2022 i Beijing , hvor hun tog guld i kvindernes turnering.